# Laetiporus sulphureus
Laetiporus sulphureus (Bull.) è un fungo ben noto nei paesi anglosassoni con nomi riconducibili a gallina dei boschi, ovvero chicken of the woods, mushroom chicken, rooster comb, derivati dal sapore del fungo o forse dall'aspetto che può ricordare il piumaggio o la cresta del pollame.

## Descrizione della specie

### Corpo fruttifero
Sessile, a forma di ventaglio, con più ricettacoli sovrapposti; ogni ricettacolo è di spessore mediocre, con il margine di pochi millimetri di spessore; la superficie superiore di colore giallo-rosa volge al rosso-aranciato, con scanalature e strie irraggianti; sotto color zolfo; 10-40 cm di diametro. Questo fungo si presenta con diversi cappelli sovrapposti, che possono raggiungere nell'insieme dimensioni notevoli fino ai 20 ed eccezionalmente 45 kg di peso.

### Tubuli
Color giallo zolfo, brevissimi, 1-3 mm.

### Pori
Circolari od ovoidali, piccolissimi e di color giallo zolfo.

### Carne
Succulenta e giallina nel fungo giovane, diviene bianca e fragile con l'invecchiamento.
- Odore: forte, fungino; gradevole.
- Sapore: mite o amarognolo.

### Spore
5-7 x 3,5-5 µm, ovoidali, lisce, ialine, bianche in massa.

## Habitat
Cresce su ceppaie e piante di latifoglie, in primavera-autunno.

## Commestibilità
Specie saprotrofa o parassita del legno di latifoglie, talvolta anche su conifere. 
Incolpata in passato, soprattutto negli USA, di occasionali sindromi gastrointestinali. Da visioni più recenti, le intossicazioni da questo fungo sembrano invece essere dovute a specie di Laetiporus molto simili al sulphureus come L. conifericola, che cresce sulle conifere, e L. gilbertsonii, che cresce su eucalipto. Questi ultimi due sono i maggiori responsabili di reazioni tossiche idiosincratiche attribuite a questo genere (http://www.mykoweb.com/TFWNA/P-52.html), inclusa la sindrome da antabuse.
Ricerche recenti hanno stabilito che non vi sia alcuna presenza, a livello biochimico, di sostanze pericolose per la salute .Ciò nonostante, si consiglia comunque, come buona prassi, una cottura completa, in quanto sono stati riportati rari casi di intossicazioni previa consumo del fungo crudo o poco cotto (Appleton & al. (1988) e Jordan (1995)). 
Facilmente riconoscibile per le colorazioni solforine tipiche che assume. 
La consistenza e il gusto, simili alla carne di pollo, gli hanno attribuito il nome volgare di Chicken of the woods.

## Etimologia
Dal latino sulphureus = sulfureo, per il colore giallo dell'imenio.

## Galleria d'immagini

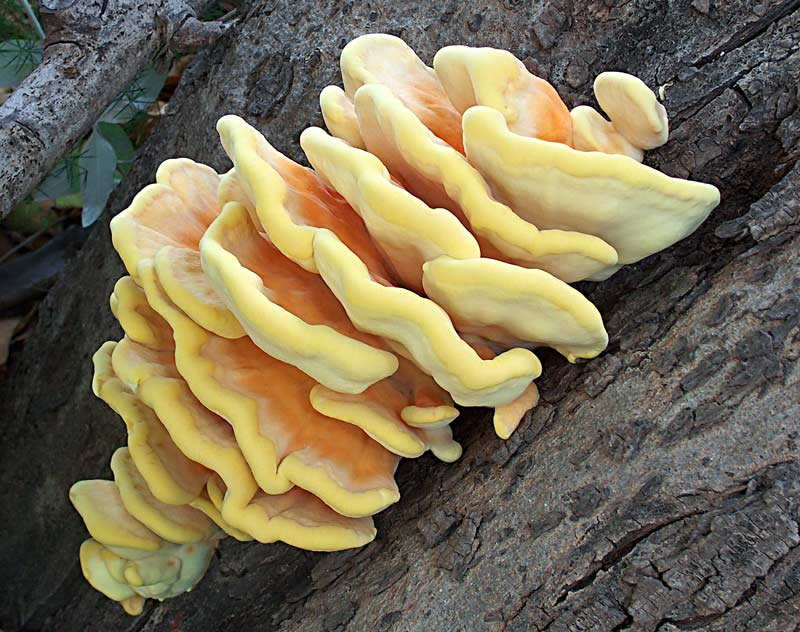
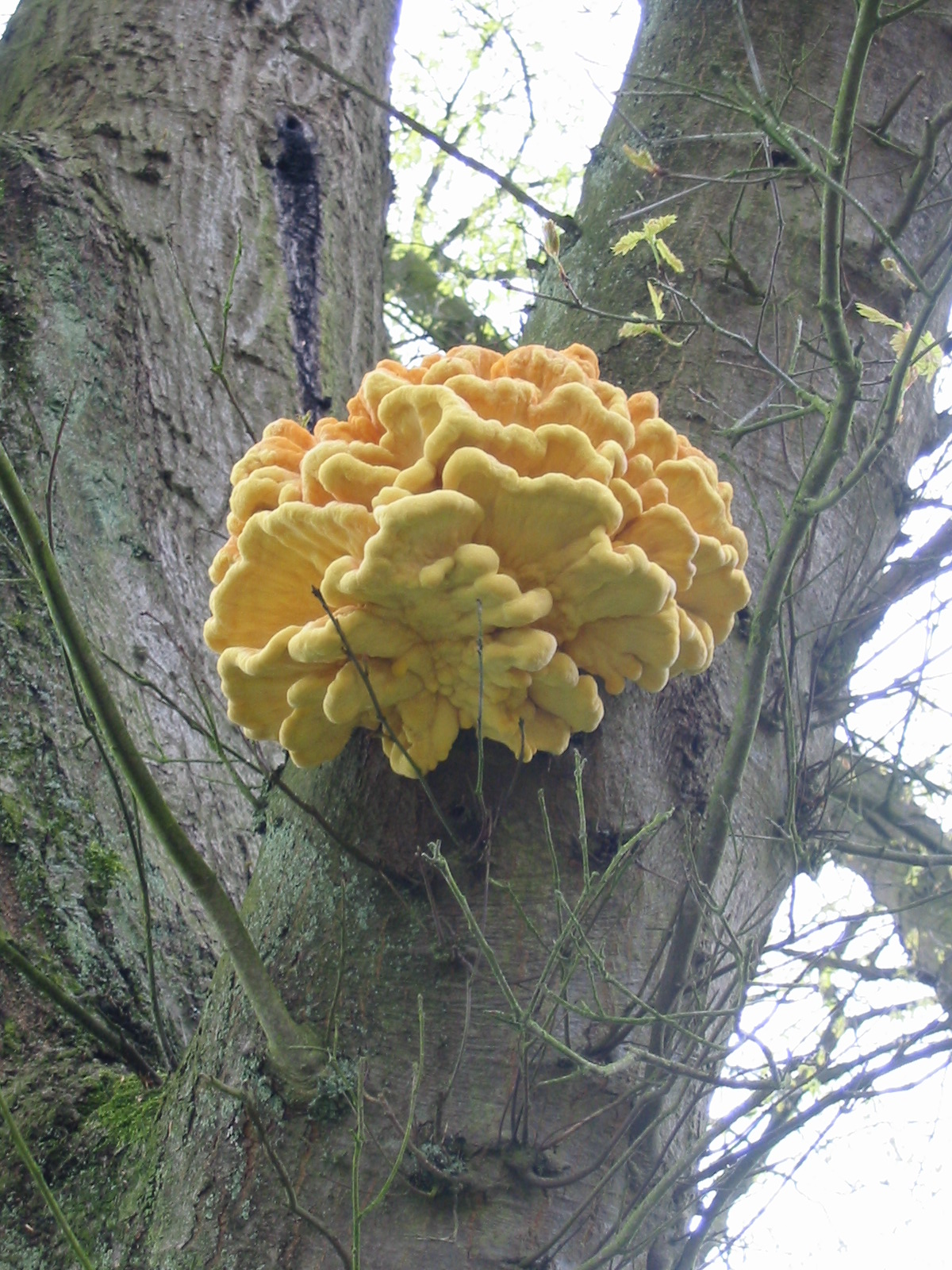
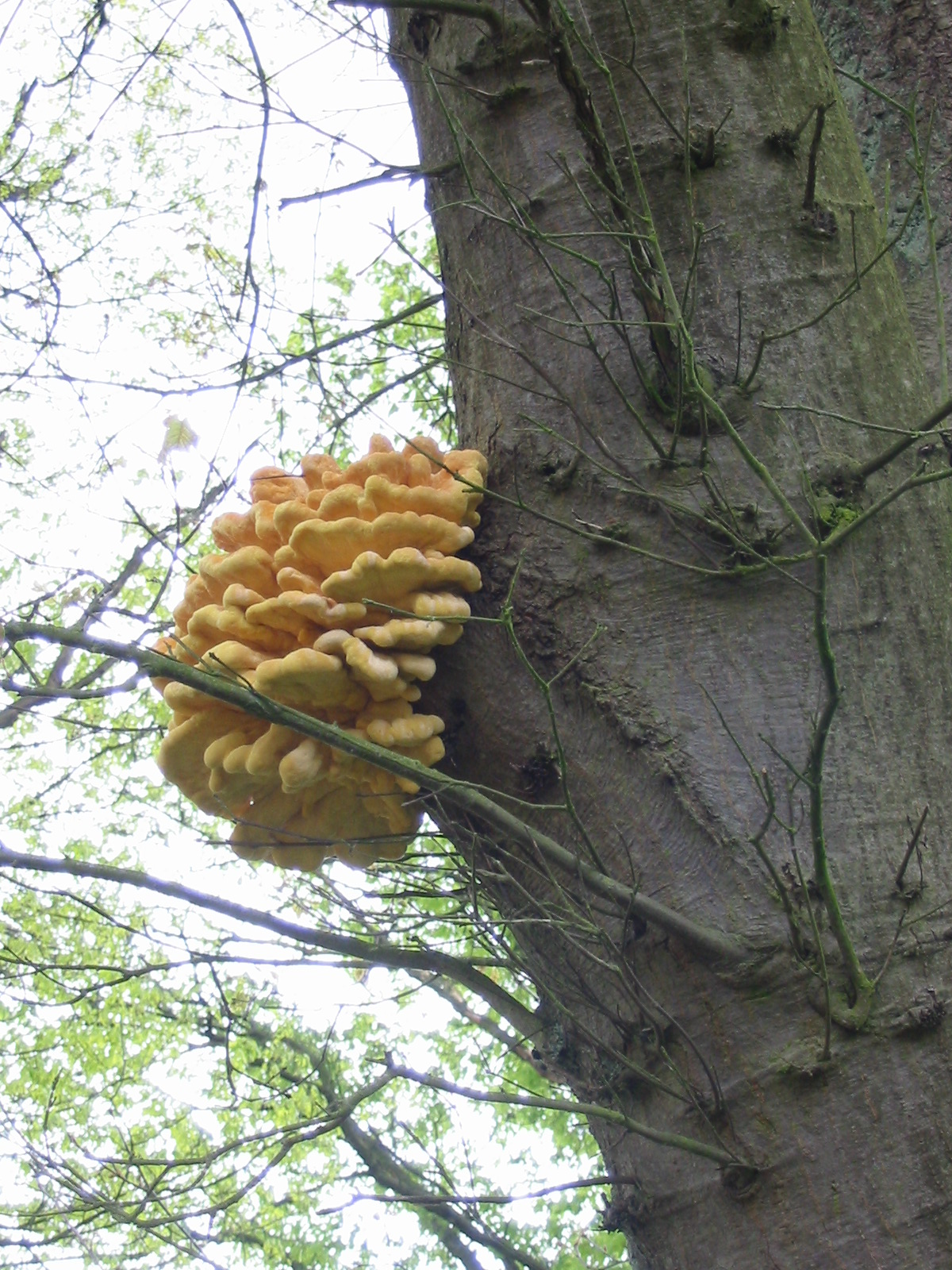
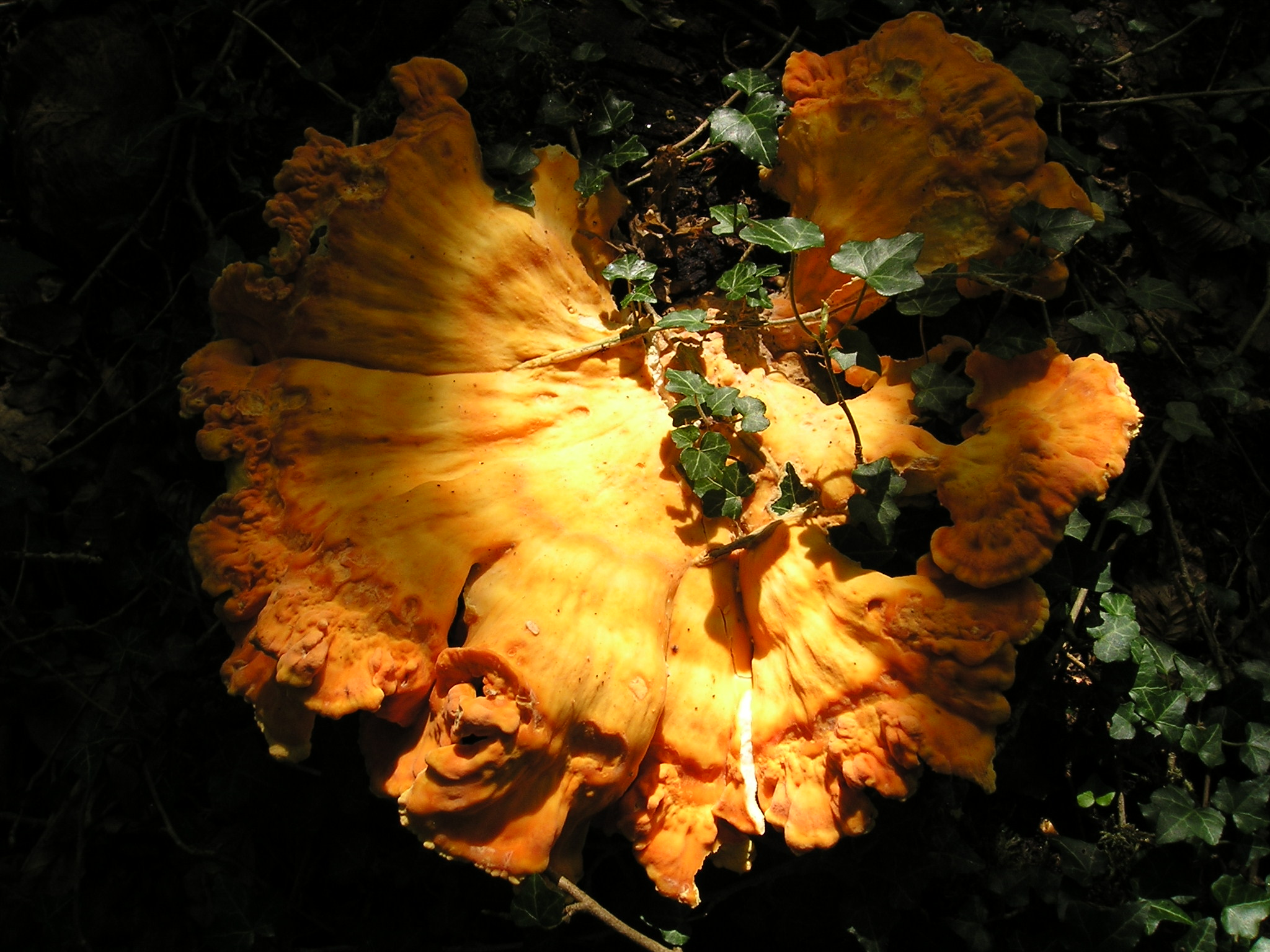
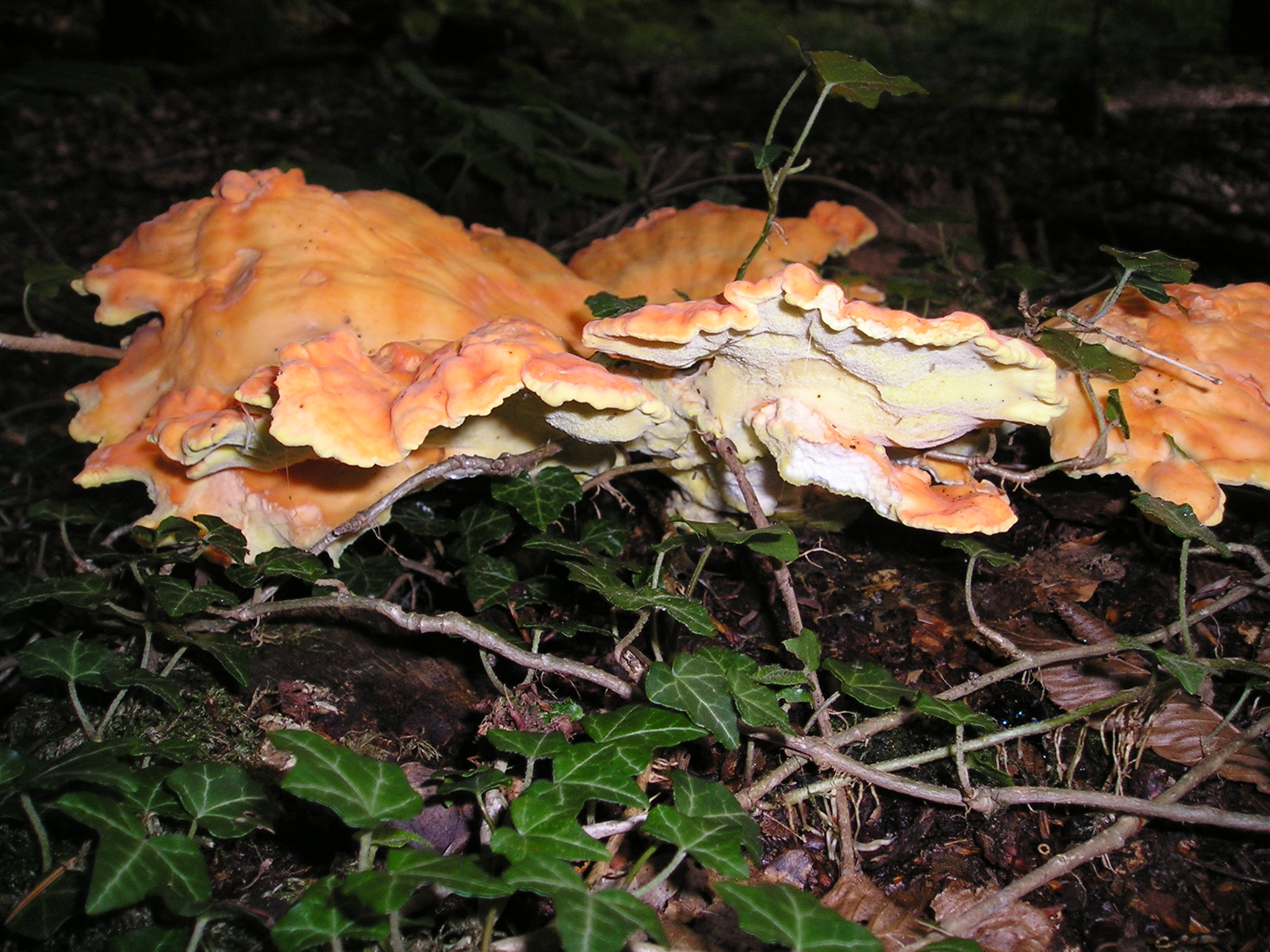
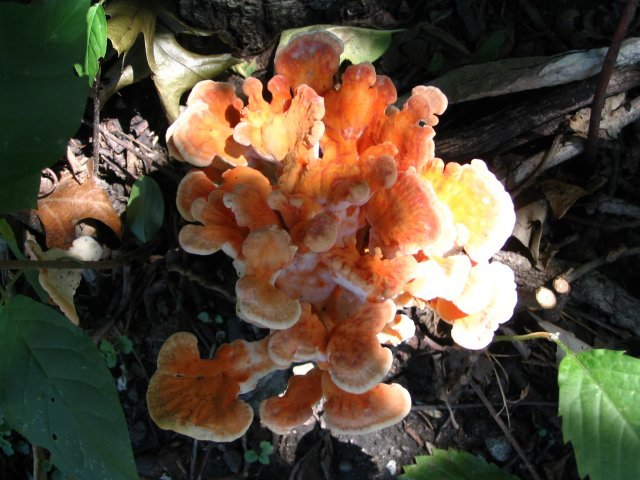
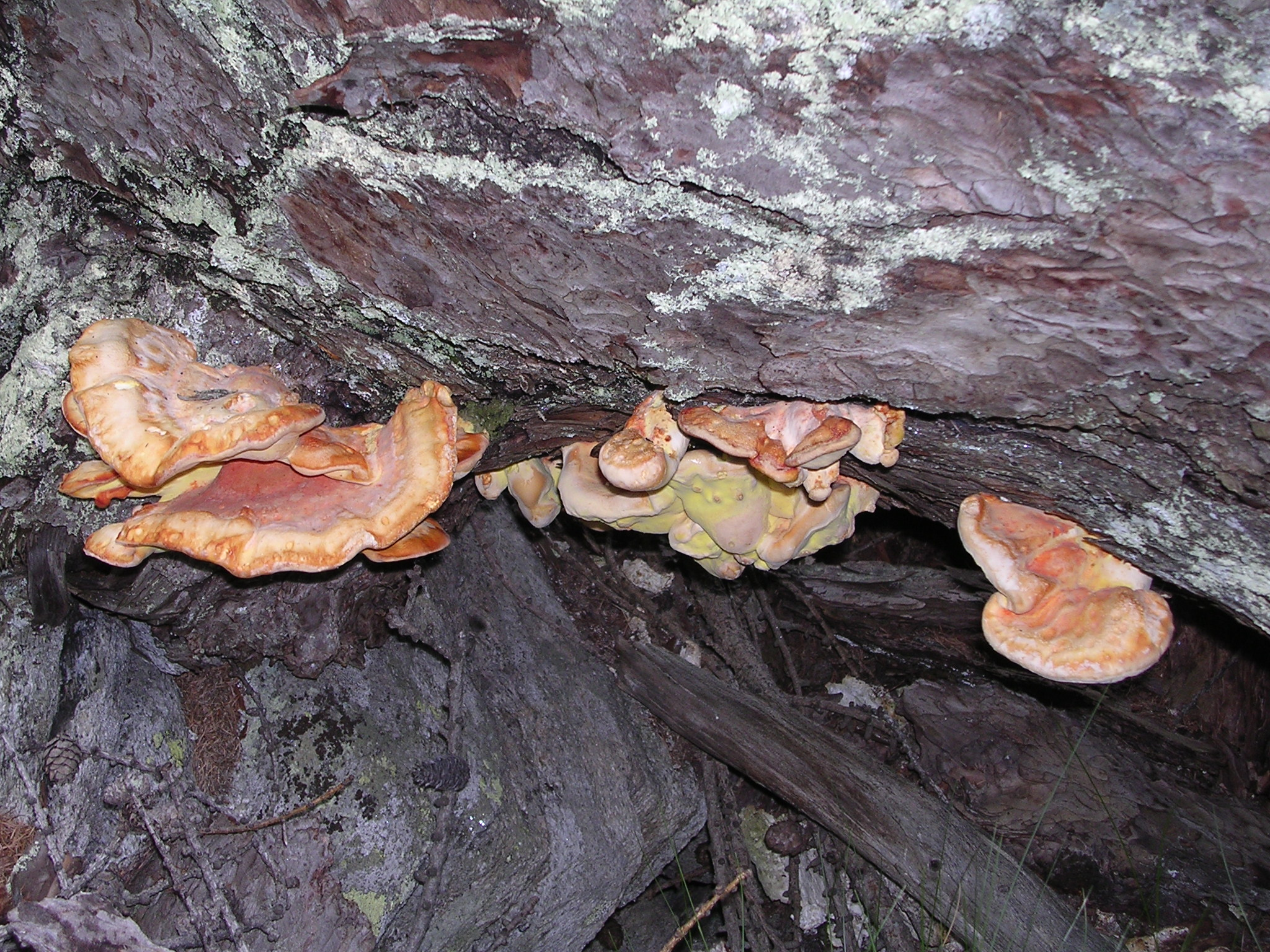
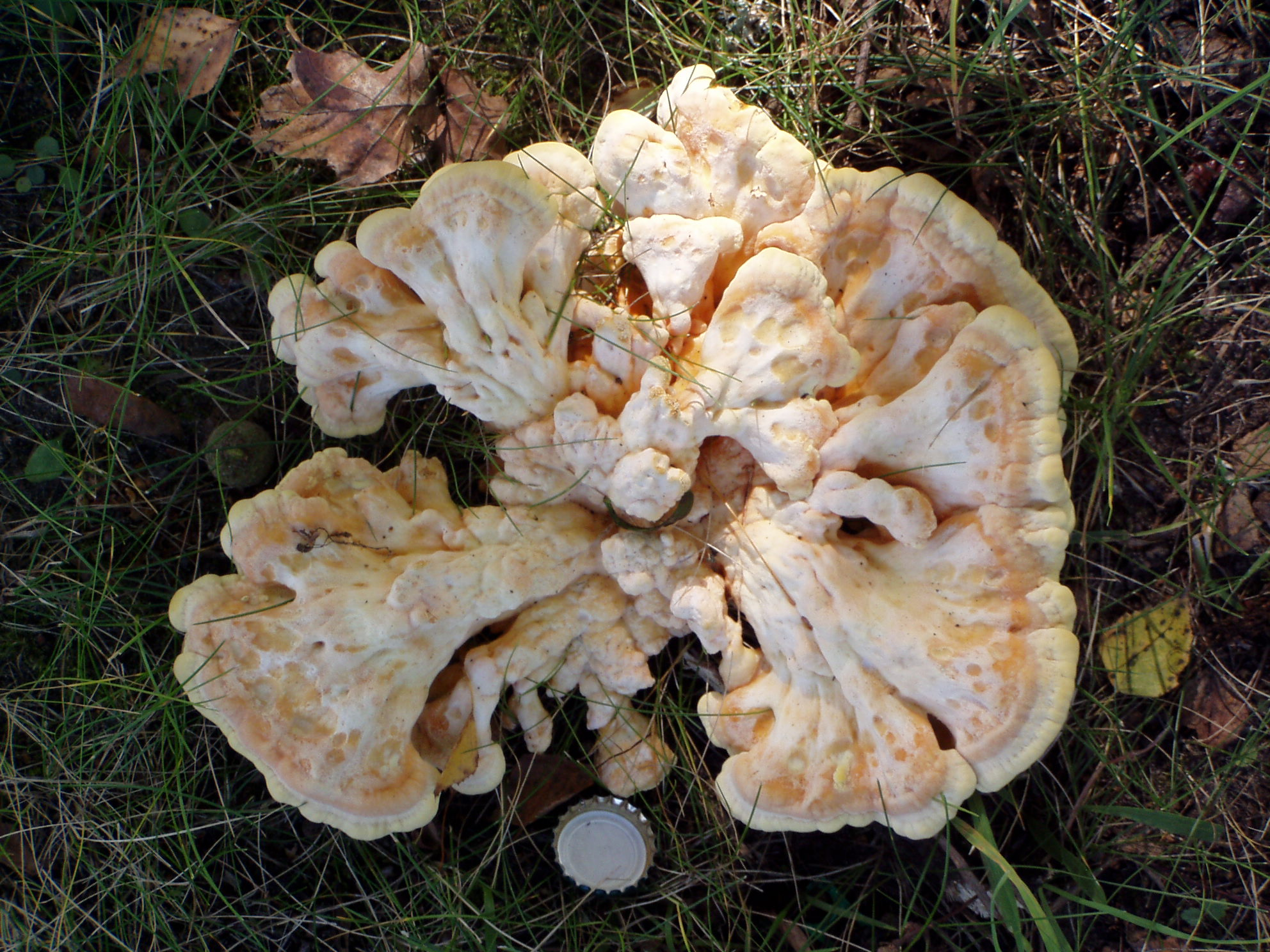
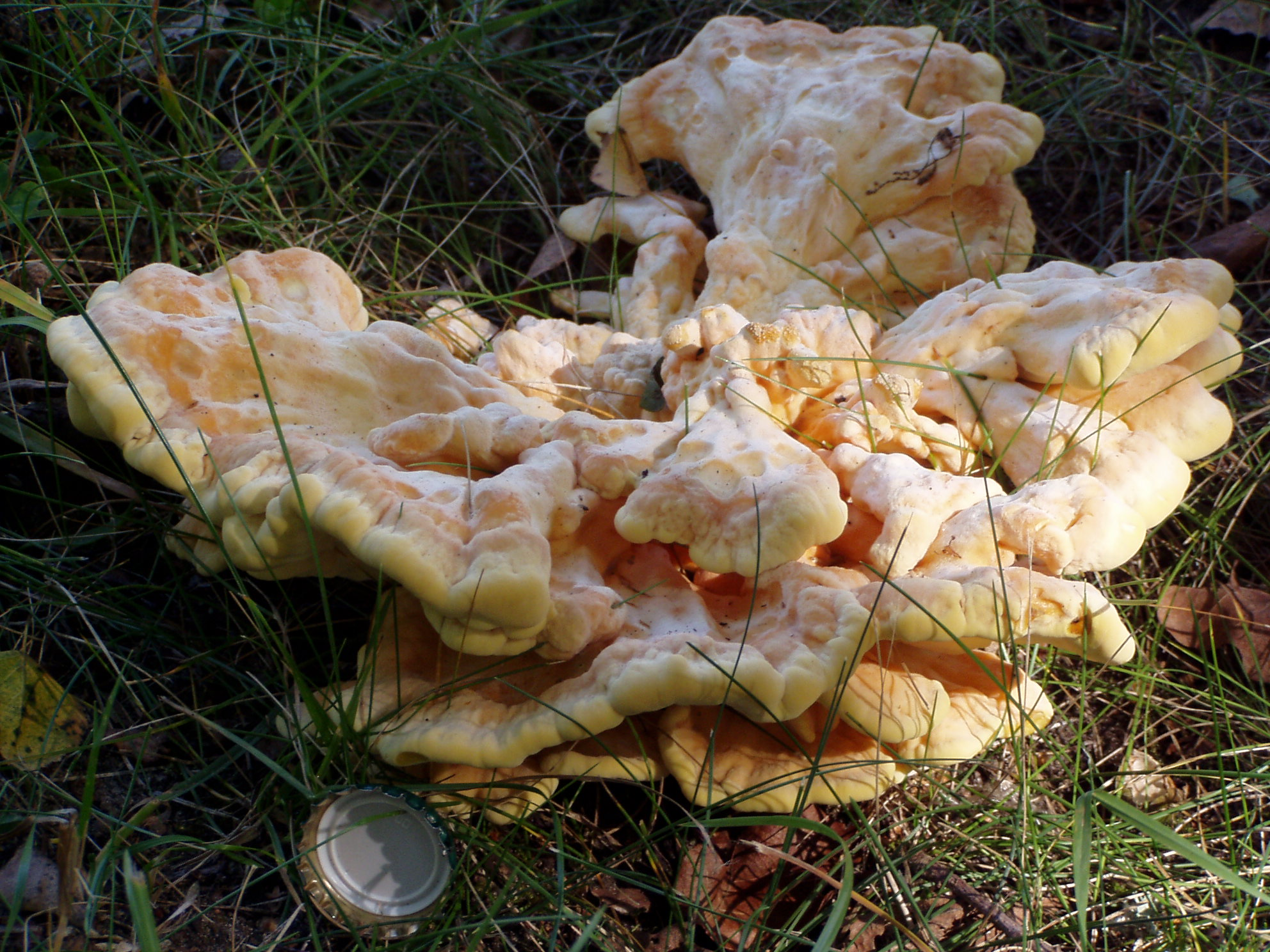
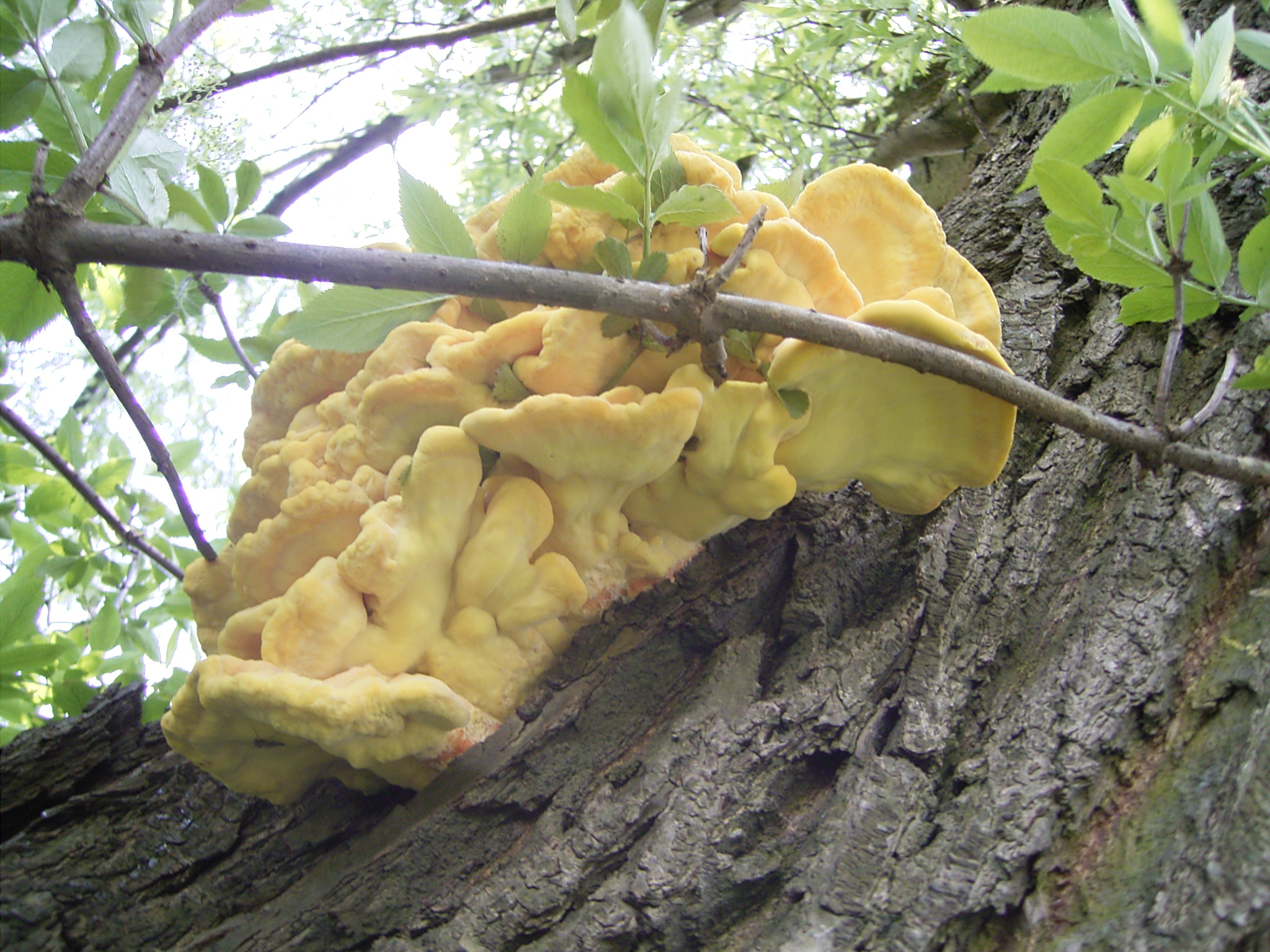
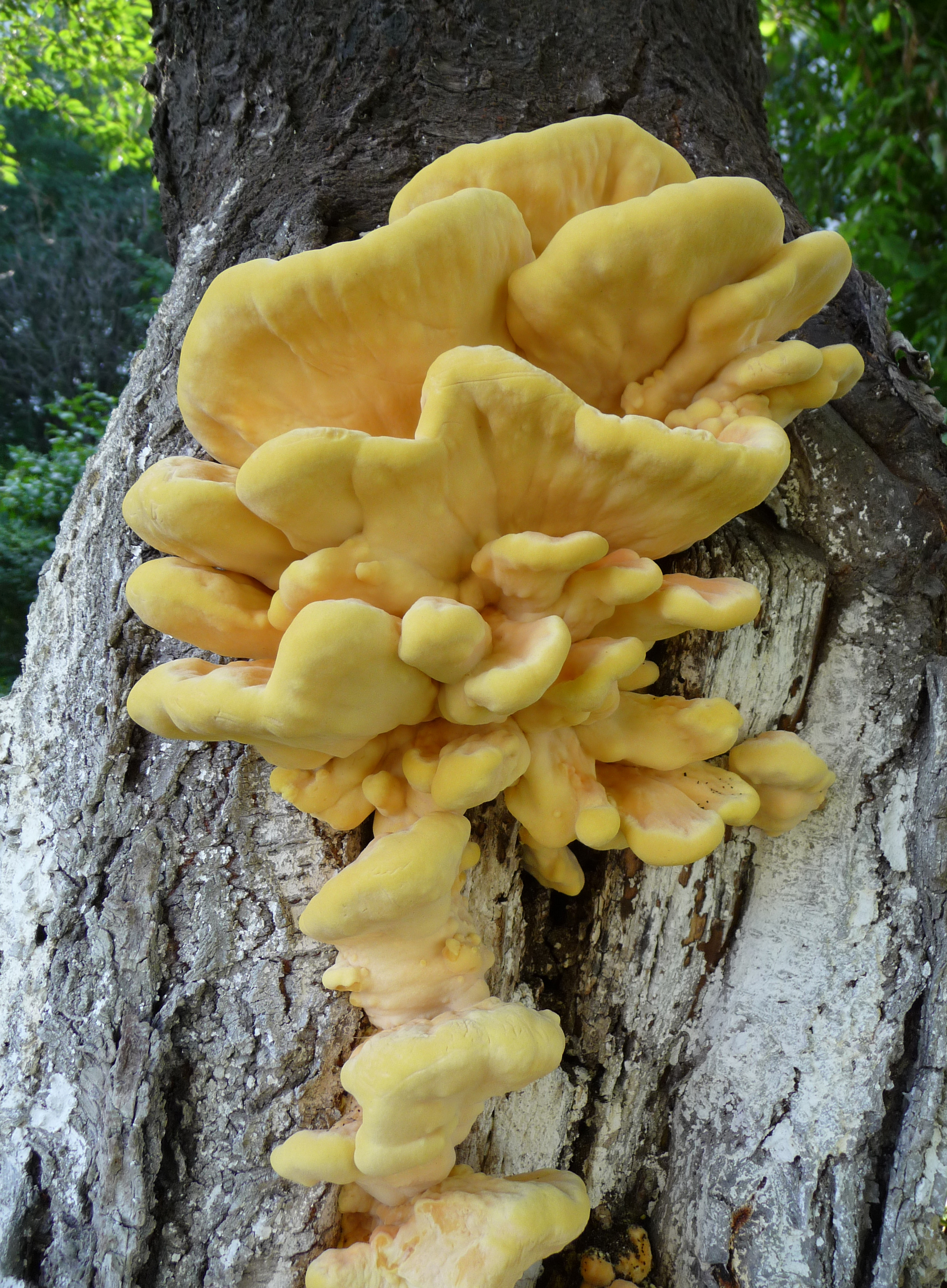
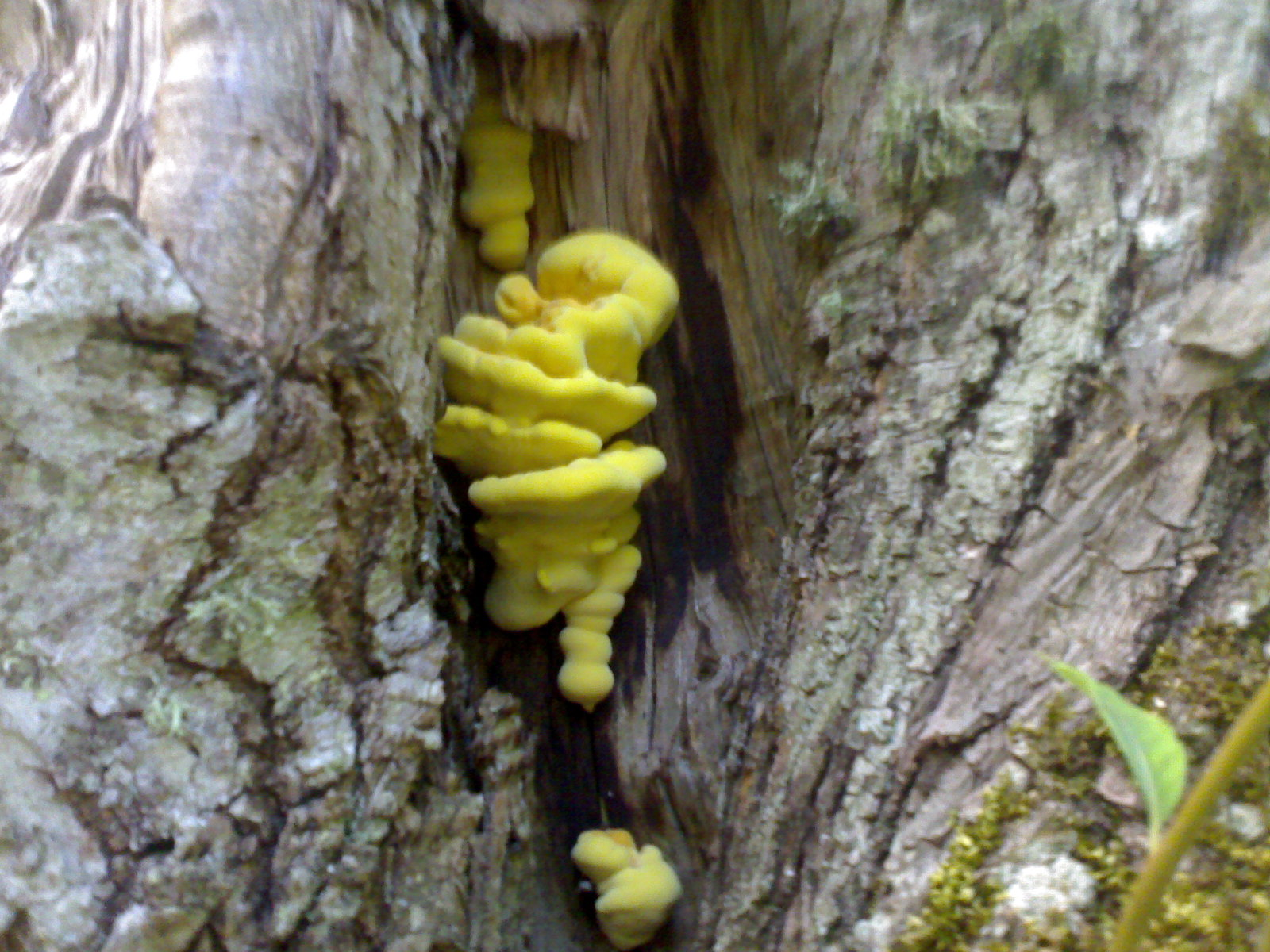
Giovane esemplare, Roccadaspide (SA)
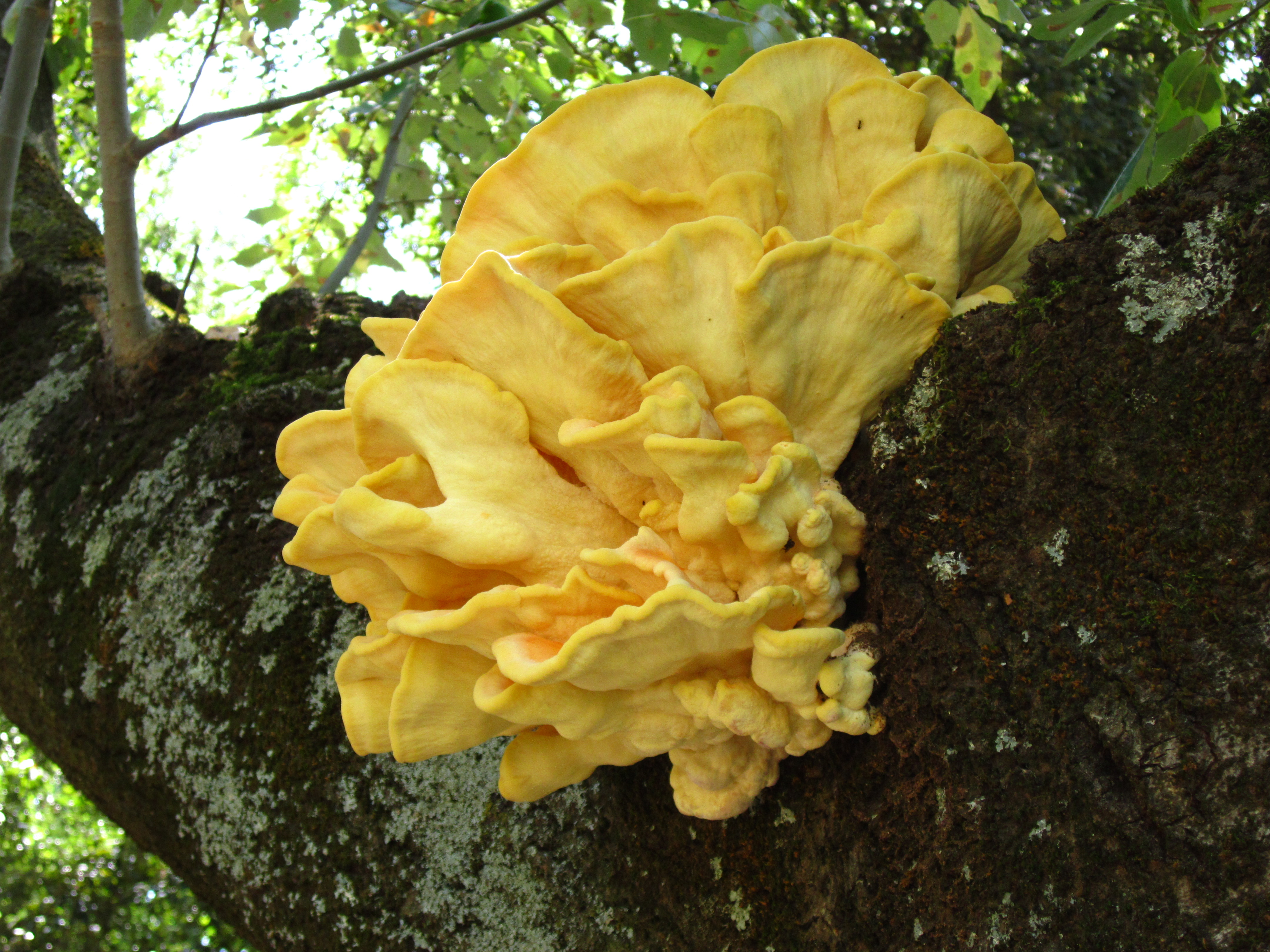
In un parco a Firenze
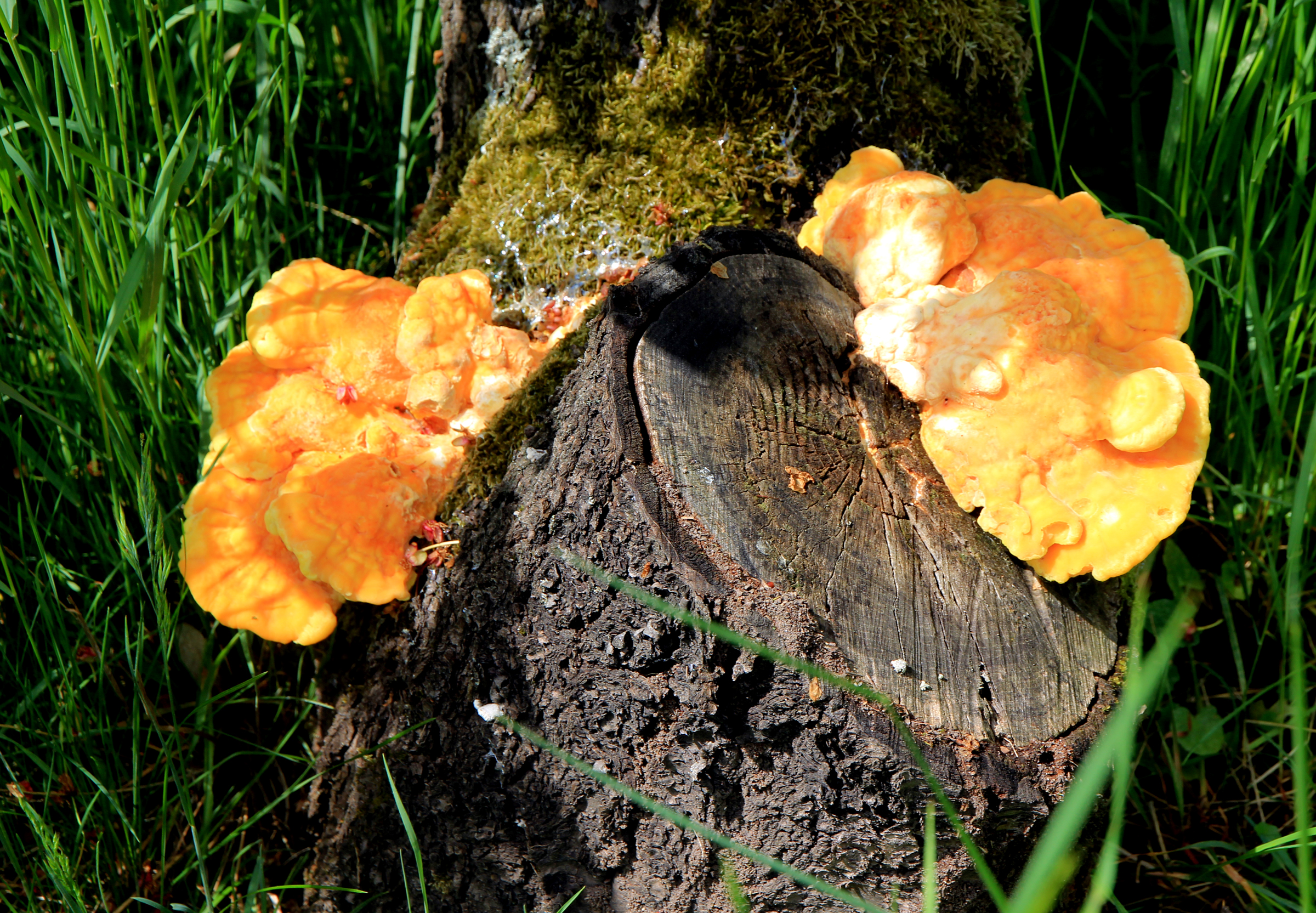
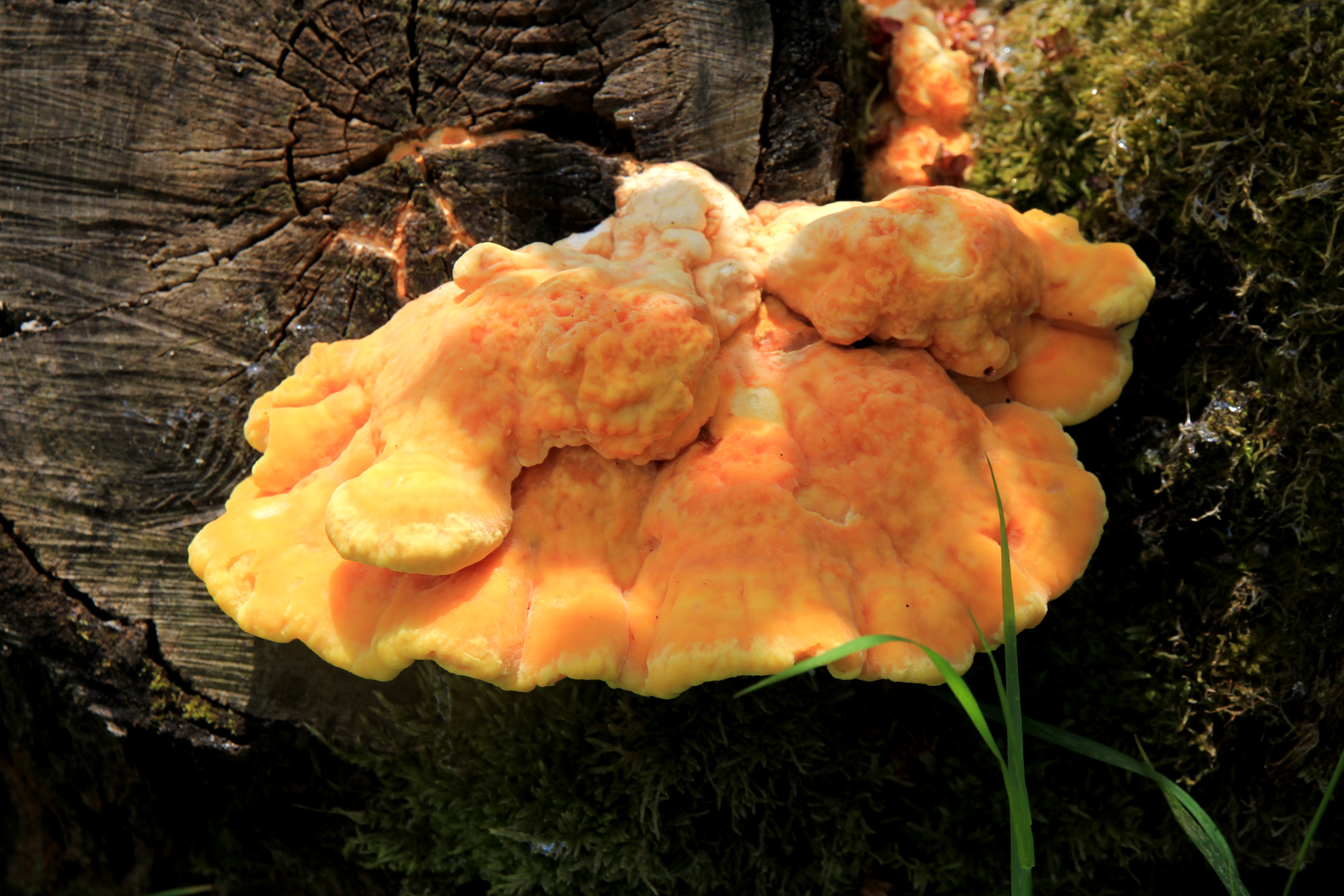

## Sinonimi
- Agarico-carnis flammula Paulet, Traité Champ., Atlas 2: 100 (1793)
- Agarico-pulpa styptica Paulet, Traité Champ., Atlas 2: 101 (1793)
- Agaricus speciosus Battarra, Fung. arim. Hist.: 68 (1755)
- Boletus citrinus Lumn., Fl. poson.: 525 (1791)
- Boletus coriaceus Huds., Memoir of the New York State Museum 2: 625 (1778)
- Boletus imbricatus Bull., Herbier de la France: 366 (1788)
- Boletus lingua-cervina Schrank, Baier. Fl. 2: 618 (1789)
- Boletus ramosus Bull., Hist. Champ. France (Paris) 9: 349 (1791)
- Boletus sulphureus Mérat, (1821)
- Boletus sulphureus Bull., Herbier de la France 9: tab. 429 (1789)
- Boletus tenax Bolton, Hist. fung. Halifax 2: 75 (1788)
- Boletus tenax Lightf., Flora Scotica 2 (1778)
- Ceriomyces aurantiacus (Pat.) Sacc., Sylloge fungorum (Abellini) 6: 386 (1888)
- Ceriomyces neumanii Bres., Annales Mycologici 18: 41 (1920)
- Cladomeris casearius (Fr.) Quél., Enchiridion Fungorum, in Europa Media Præsertim in Gallia Vigentium (Paris): 168 (1886)
- Cladomeris imbricatus (Bull.) Quél., Enchiridion Fungorum, in Europa Media Præsertim in Gallia Vigentium (Paris): 169 (1886)
- Cladoporus sulphureus (Bull.) Teixeira, Revista Brasileira de Botânica 9(1): 43 (1986)
- Daedalea imbricata (Bull.) Purton, Appendix Midl. Fl.: 251 (1821)
- Grifola sulphurea (Bull.) Pilát, Bull. agr. impr. Sect. Econ. Dept. Fukuoka Prefecture Japan: 39 (1934)
- Laetiporus cincinnatus (Morgan) Burds., Banik & T.J. Volk, in Banik, Burdsall & Volk, Folia Cryptog. Estonica 33: 13 (1998)
- Laetiporus speciosus Battarra ex Murrill, Bull. Torrey bot. Club 31(11): 607 (1904)
- Leptoporus casearius (Fr.) Quél., Fl. mycol. (Paris): 387 (1888)
- Leptoporus imbricatus (Bull.) Quél., Fl. mycol. (Paris): 387 (1888)
- Leptoporus ramosus (Bull.) Quél., Fl. mycol. (Paris): 387 (1888)
- Leptoporus sulphureus (Bull.) Quél., Fl. mycol. (Paris): 386 (1888)
- Merisma imbricatum (Bull.) Gillet, Hyménomycètes (Alençon): 690 (1878)
- Merisma sulphureus (Bull.) Gillet, Hyménomycètes (Alençon): 691 (1878)
- Polypilus casearius (Fr.) P. Karst., Bidr. Känn. Finl. Nat. Folk 37: 26 (1882)
- Polypilus imbricatus (Bull.) P. Karst., Bidr. Känn. Finl. Nat. Folk 37: 27 (1882)
- Polypilus sulphureus (Bull.) P. Karst., Acta Soc. Fauna Flora fenn. 2(1): 29 (1881)
- Polyporellus rubricus (Berk.) P. Karst., Meddn Soc. Fauna Flora fenn. 5: 38 (1880)
- Polyporus candicinus (Scop.) J. Schröt.
- Polyporus casearius Fr., Epicrisis systematis mycologici (Uppsala): 449 (1838)
- Polyporus cincinnatus Morgan, J. Cincinnati Soc. Nat. Hist. 8: 97 (1885)
- Polyporus imbricatus (Bull.) Fr., Systema mycologicum (Lundae) 1: 357 (1821)
- Polyporus ramosus (Bull.) Gray, A Natural Arrangement of British Plants (London) 1: 645 (1821)
- Polyporus rostafinskii Błoński, Hedwigia 27 (1888)
- Polyporus rubricus Berk., Hooker's J. Bot. Kew Gard. Misc. 3: 81 (1851)
- Polyporus sulphureus (Bull.) Fr., Systema mycologicum (Lundae) 1: 357 (1821)
- Polyporus todari Inzenga, Giorn. Sci. nat. econ. Palermo 2: 98 (1866)
- Ptychogaster aurantiacus Pat., Revue mycol., Toulouse 7: 28 (1885)
- Ptychogaster aureus Lloyd, Mycol. Writ. 6: 1063 (1921)
- Sistotrema sulphureum (Bull.) Rebent., Prodr. fl. neomarch.: 376 (1804)
- Sporotrichum versisporum (Lloyd) Stalpers, Stud. Mycol. 24: 25 (1984)
- Stereum speciosum Fr., Giorn. Sci. nat. econ. Palermo 7: 158 (1871)
- Sulphurina sulphurea(Quél.) Pilát, Atlas des Champignons de l'Europe 3: 473 (1942)
- Tyromyces sulphureus (Bull.) Donk, Meded. Bot. Mus. Herb. Rijks Univ. Utrecht 9: 145 (1933)